# Tre Ciclistica Bresciana
Les Tre Ciclistica Bresciana sont une course cycliste par étapes italienne organisée à Brescia entre 1978 et 2018 et qui était disputée uniquement par des juniors (17/18 ans).